# آریانا هافینگتن
آریانا هافینگتن ستاسیناپولوس (به انگلیسی: Arianna Huffington Stassinopoulos) (متولد ۱۹۵۰ در آتن)، نویسنده، روزنامه‌نگار و تحلیلگر سیاسی آمریکایی-یونانی‌تبار است. او همچنین نویسنده و سردبیر نشریه هافینگتن پست است. او برای تصدی مقام فرماندار کالیفرنیا نیز تلاشی کرد.
آریانا دارای کارشناسی ارشد اقتصاد از دانشگاه کمبریج و حامی حزب دموکرات است.
از وی به‌عنوان تاثیرگذارترین شخصیت‌های زن در رسانه‌های جهان نام برده شده‌است.